# Дзарданов Микола Сергійович
Микола Сергійович Дзарданов (27 травня 1953 — 18 вересня 2016) — народний депутат України, член Комуністичної партії України.

## Освіта
1976 р. — Харківський авіаційний інститут.
1994 р. — Одеський державний університет ім. І. І. Мечникова, спеціальність — «політолог».
Одеська Вища партійна школа, форма навчання — заочна.

## Трудова діяльність
Після закінчення інституту працював інженером-конструктором Миколаївської філії НДІ далекого радіозв'язку.
1991 р. — один із організаторів і керівників обласної організації СПУ.
1993 р. — один із ініціаторів відновлення діяльності обласної організації КПУ.
1997 р. — помічник-консультант народного депутата України О.Боженка.
1998 р. — другий секретар Миколаївського обкому КПУ, перший секретар Миколаївського міськкому КПУ.
2002 — 2010 рр. — депутат Миколаївської обласної ради.
2010 р. — був обраний депутатом облради за списком КПУ.
На парламентських виборах 2012 року був обраний народним депутатом України за списком Комуністичної партії України (у списку — № 19).
Член Комітету Верховної Ради України з питань європейської інтеграції.

## Сім'я
Одружений, виховує 2 дочок